# HMAS Swan (1936)
HMAS Swan – australijski slup wojenny (eskortowiec)  zmodyfikowanego typu Grimsby z okresu II wojny światowej, służący w marynarce wojennej Australii w latach 1937–1962. Nosił znaki taktyczne: U74 i A427. Od 1956 został przeklasyfikowany jako fregata – okręt szkolny (znak taktyczny F74).

## Historia
„Swan” należał do serii czterech slupów (eskortowców) zbudowanych w Australii, należących do zmodernizowanego - nieco powiększonego typu Grimsby (oznaczanego też od pierwszego z nich jako typ Yarra). Stępkę pod budowę okrętu położono w stoczni Cockatoo Island Dockyard w Sydney 1 maja 1935, kadłub wodowano 28 marca 1936. Był on drugim okrętem australijskim o tej nazwie - nazwa (pol. „łabędź”) pochodziła od Rzeki Łabędziej (Swan River). Wszedł do służby 21 stycznia 1937

## Służba
Po wejściu do służby, przed wybuchem wojny „Swan” służył na wodach Australii. W 1937 odwiedził Nową Zelandię i Wyspy Salomona, w lecie 1939 m.in.  Timor, Bali, Batawię i Singapur.

### II wojna światowa
Po wybuchu II wojny światowej w Europie we wrześniu 1939, „Swan” został wyposażony do roli trałowca i 9 grudnia 1939 został okrętem flagowym nowo sformowanej 20 Flotylli Trałowej (w składzie HMAS „Swan”, "HMAS „Yarra”, HMAS „Doomba” i HMAS „Orara”. Do grudnia 1941 pełnił służbę trałową na wodach Australii (od października 1940 w roli okrętu flagowego zastąpił go HMAS „Warrego”). W listopadzie 1940 flotylla wytrałowała pierwsze miny, postawione przez niemiecki pomocniczy stawiacz min „Passat” w Cieśninie Bassa. Później także trałowano miny postawione przez niemiecki krążownik pomocniczy „Pinguin”, przy czym „Swan” zniszczył 10 min.
W grudniu 1941, po wybuchu wojny na Pacyfiku, „Swan” trałował miny pod Port Moresby na Nowej Gwinei i służył do eskorty konwojów. W styczniu 1942 był po raz pierwszy atakowany przez lotnictwo japońskie koło Moluków (nieskutecznie). W lutym 1942 bazował w Darwin. 15 lutego brał udział w eskorcie transportu wojska z Darwin na Timor, który musiał zawrócić na skutek ataków lotnictwa. 19 lutego 1942 „Swan” został uszkodzony przez bliskie wybuchy podczas ataków japońskich samolotów pokładowych (z „Kaga”, „Akagi”, „Sōryū” i „Hiryu”) na Darwin. 
Po remoncie w Brisbane okręt powrócił do służby w maju 1942, służąc głównie do eskorty konwojów między Australią a Nową Gwineą. Od listopada 1943 do marca 1944 był w remoncie, połączonym ze wzmocnieniem uzbrojenia. 

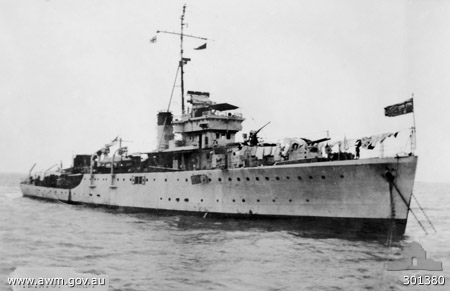
HMAS „Swan” w 1945, po modernizacji uzbrojenia

W maju 1944 „Swan” skierowano na wody Nowej Gwinei. Pełnił tam zadania  eskortowe, patrolowe i wspierał oddziały na brzegu. Między sierpniem 1944 a majem 1945 kilkakrotnie bombardował pozycje japońskie na Nowej Gwinei i Nowej Brytanii oraz wspierał 6 Australijską Dywizję na Wewak. W tym okresie numer burtowy został czasowo zmieniony na A427 Brytyjskiej Floty Pacyfiku. 
W czerwcu 1945 okręt powrócił do Australii na remont, podczas którego zastał go koniec wojny. 18 września 1945 na pokładzie „Swan” na Nowej Irlandii dowódca australijskiej 11 Dywizji generał K. Eather przyjął od generała Ito kapitulację sił japońskich na Nowej Irlandii.

### Służba powojenna
16 października 1945 „Swan” ponownie został okrętem flagowym 20 Flotylli Trałowej, oczyszczając następnie z min wody Australii, Nowej Gwinei i Wysp Salomona. Służba ta trwała do 16 sierpnia 1948, kiedy „Swan” przybył do Sydney, po czym 18 sierpnia 1950 został wycofany do rezerwy. Do tego czasu przebył 281.256 mil morskich. 
W październiku 1954 rozpoczęto prace w Garden Island w Sydney nad modyfikacją „Swana” do roli okrętu szkolnego. 10 lutego 1956 ponownie wszedł do służby, przeklasyfikowany na fregatę, pełniąc rolę okrętu szkolnego kadetów oraz okrętu hydrograficznego. Zamiast rufowego stanowiska dział zabudowano dodatkową nadbudówkę. Okręt otrzymał wówczas numer taktyczny F74. W tym charakterze przebył dalsze 160.000 mil morskich. 
HMAS „Swan” wycofano ostatecznie ze służby 20 września 1962, a 5 czerwca 1964 został sprzedany na złom firmie Hurley and Dewhurst z Sydney.

## Dane
Uzbrojenie
- Pierwotne:
  - 3 działa uniwersalne 102 mm Mk V na odkrytych stanowiskach (3xI)
  - 4 wielkokalibrowe karabiny maszynowe 12,7 mm Vickers przeciwlotnicze (1xIV)
  - 2 miotacze i zrzutnia bomb głębinowych, 15 bomb
  - trał (od 1939)

- Od 1944:

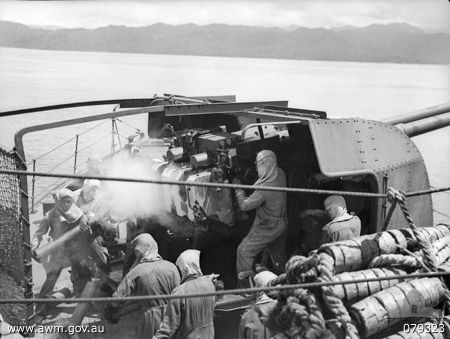
Działa 102 mm Mk XVI „Swan” w akcji, 1945

  - 4 działa uniwersalne 102 mm Mk XVI w dwudziałowych stanowiskach Mk XIX z maskami przeciwodłamkowymi (2xII)
  - 1 automatyczna armata przeciwlotnicza 40 mm Bofors
  - 6 działek przeciwlotniczych 20 mm Oerlikon (6xI)
  - 2 miotacze i zrzutnia bomb głębinowych, 15(?) bomb

- 1956-1962 (jako fregata):
  - 2 działa uniwersalne 102 mm Mk XVI w dwudziałowym stanowisku Mk XIX z maską przeciwodłamkową (1xII)
  - 1 automatyczna armata przeciwlotnicza 40 mm Bofors
  - bomby głębinowe(?)

Wyposażenie
- radar SC-1 (na szczycie masztu - od 1944? do 1954)
- radar Type 276  (na maszcie - od 1944? do 1954)
- radar kierowania ogniem Type 285 (na stanowisku dalocelownika na nadbudówce dziobowej - od 1944? do 1954), od 1956 radar Type 274[1]